# Römisch-katholische Kirche in Bulgarien

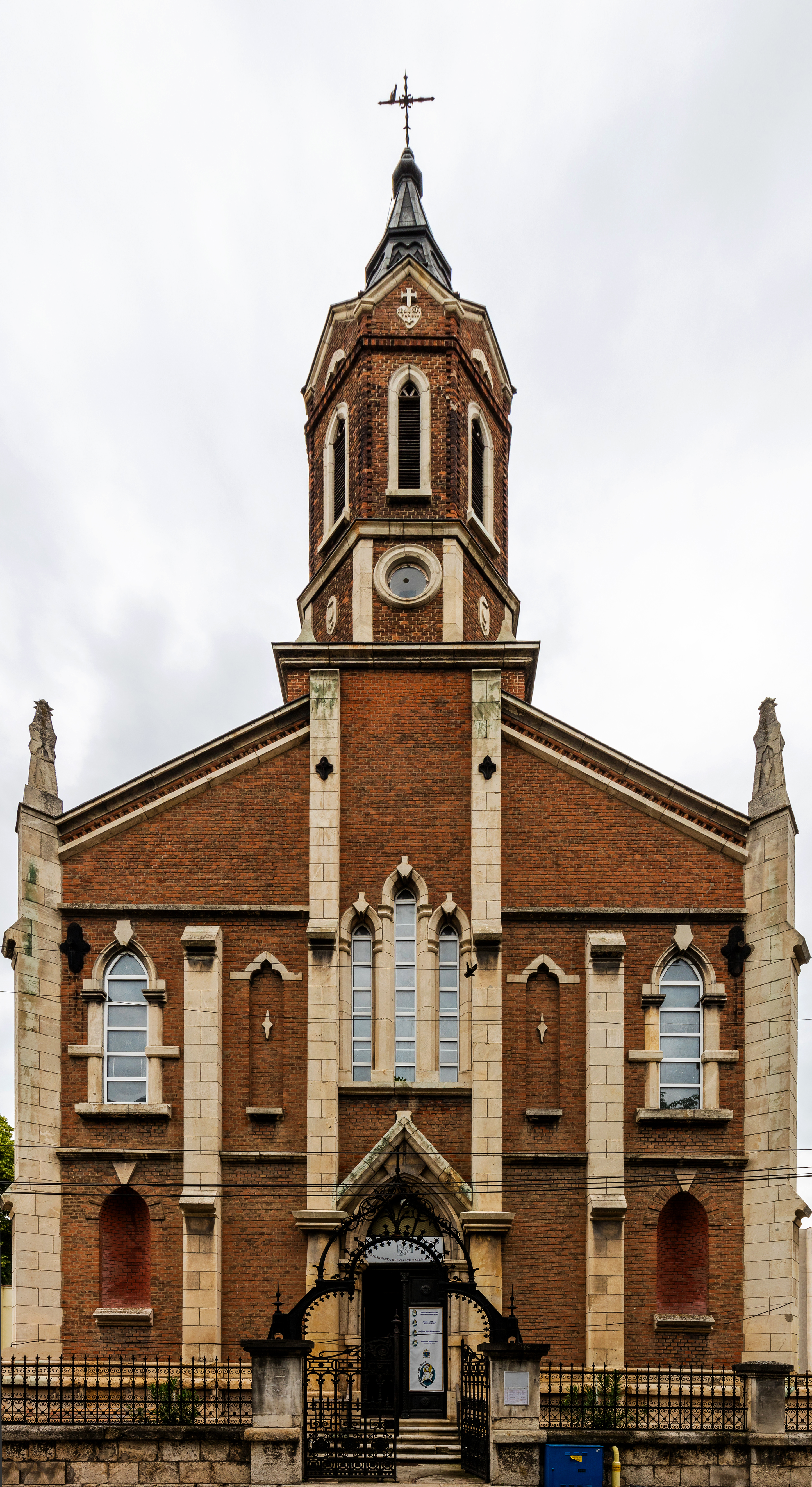
Kathedrale St. Paul vom Kreuz, Russe

Die römisch-katholische Kirche in Bulgarien ist eine Diasporakirche.

## Geschichte
Die Christianisierung des heutigen Bulgariens erfolgte seit spätestens dem 4. Jahrhundert. Auf dem Konzil von Nizäa ist ein Erzbischof von Serdika (heute Sofia) bezeugt. Während der Völkerwanderung wurde das Christentum zurückgedrängt und hielt sich nur in einigen Gemeinden. Im 8. und 9. Jahrhundert erfolgte die Rechristianisierung, hauptsächlich von Byzanz aus, aber auch durch westkirchliche Missionare wie den Fuldaer Mönch Gottschalk oder Formosus von Porto. 865 ließ sich Zar Boris I. von byzantinischen Missionaren taufen. In einer Zeit schwerer Auseinandersetzungen mit der Ostkirche, in kirchenrechtlichen Fragen sowie im Filioque-Streit, versuchte Rom, seinen Primat auf die bulgarische Kirche auszuweiten. Auf dem vierten Konzil von Konstantinopel im Jahr 870 entschieden die byzantinischen Bischöfe unter Protest der römischen Delegierten, die bulgarische Kirche Byzanz zu unterstellen. Zwar versuchte Rom in den folgenden Jahrhunderten wiederholt, seinen Primat auf Bulgarien auszuweiten, doch verblieb die bulgarische Kirche, die 976 einen Patriarchen erhielt, unter byzantinischem Einfluss.
Von Bedeutung für die Geschichte der Westkirche war der Umstand, dass im 12. Jahrhundert Kreuzfahrer und Kaufleute mit den Bogomilen, die sich in Bulgarien niedergelassen hatten, in Kontakt kamen und deren Gedankengut in den Westen brachten, was zur Entstehung der Katharer-Bewegung führte.
Zwischenzeitlich war Bulgarien auch politisch unter byzantinische Herrschaft geraten. Nach zahlreichen Aufständen gelang es den Bulgaren 1185/1186, ein neues Reich zu errichten, dass sein Zentrum in Tarnowo hatte. Zar Kalojan wandte sich 1202 an Papst Innozenz III. mit der Bitte, ihn zum Kaiser zu krönen und die Eigenständigkeit der bulgarischen Kirche anzuerkennen. 1203 entsandte der Papst seinen Legaten Leone Brancaleo mit der Vollmacht, die Krönung als König vorzunehmen und dem Erzbischof Basilios von Tarnowo den Titel Primas von Bulgarien und der Walachei zu verleihen. Zur selben Zeit eroberte ein Kreuzfahrerheer Byzanz und setzte einen lateinischen Kaiser ein. Nachdem Verhandlungen mit den Lateinern gescheitert waren, verbündete Bulgarien sich mit dem nizänischen Exilkaiser. Dadurch verlor die kirchliche Union zwischen Rom und Bulgarien an Bedeutung und wurde mit der Anerkennung des bulgarischen Patriarchats seitens des griechischen Patriarchen 1235 anlässlich der Hochzeit des byzantinischen Prinzen Theodor Laskaris und Helenes, der Tochter Johannes II. von Bulgarien, hinfällig.
1688 brach der von bulgarischen Katholiken organisierte Aufstand von Tschiprowzi gegen die osmanische Herrschaft aus.
Im 19. Jahrhundert kam zu einer Union von Teilen der bulgarischen Orthodoxie mit Rom, als 1861 Josif Sokolski zum Bischof der unierten bulgarisch-katholischen Kirche geweiht wurde.

## Gegenwart
In Bulgarien leben heute etwa 65.000 lateinische Katholiken in den beiden immediaten Bistümern Sofia und Plowdiw sowie Nikopol, wie auch 10.000 byzantinische Katholiken der Eparchie Hl. Johannes XXIII. in Sofia der bulgarisch-katholischen Kirche. Dies sind nicht ganz 1 % der ca. 8 Millionen Einwohner des Landes, welche zumeist der bulgarisch-orthodoxen Kirche angehören. Die Katholiken, die nach byzantinischem Ritus feiern, unterstehen dem Apostolischen Exarchat von Sofia und werden auch als Gläubige der bulgarisch-katholischen Kirche bezeichnet.
Seit 1991 entsendet der Heilige Stuhl einen Apostolischen Nuntius nach Bulgarien. 2002 errichtete der Heilige Stuhl die bulgarische Bischofskonferenz, der sowohl die beiden Bistümern lateinischen Ritus (Sofia und Plowdiw, Nikopol) als auch das Apostolische Exarchat Sofia angehören.
Im Jahre 2002 besuchte Papst Johannes Paul II. Bulgarien; 2019 verbrachte wiederum Papst Franziskus zwei Tage in dem Land.

## Liste der Bistümer
Lateinische Kirche
- Bistum Nicopolis
- Bistum Sofia und Plowdiw

Bulgarisch-katholische Kirche
- Eparchie Hl. Johannes XXIII. in Sofia